# محمد احسانی
محمد احسانی فیلمساز ایرانی است که در سال‌های اخیر، جوایز ملی و بین‌المللی را بخاطر مستندات محیط زیستی همچون روزگاری هامون، دود، بانوی ارومیا و آب ما را خواهد برد، دریافت کرده‌است.

## مستندات محیط زیستی
یکی از فیلم‌های احسانی، مستند آب ما را خواهد برد است که در سال ۱۴۰۱ جایزه ویژه دبیر پانزدهمین جشنواره مستند سینما حقیقت را دریافت کرد. این مستند، دربارهٔ سیل‌های سال ۱۳۹۸ در استان‌های لرستان، گلستان و خوزستان است و علاوه بر ریشه یابی تخریب‌های این سیل‌ها، در بخش‌هایی به مصاحبه با بازماندگان این سه سیل پرداخته‌است.
«وقتی که دارکوب‌ها می‌روند»، عنوان یکی دیگر از مستنداتی است که احسانی آن را ساخته و محمد درویش در اکران آن، ساخت چنین مستندی را در وضعیت اسفناک محیط زیستی کشور، ارزشمند عنوان کرد.
سه مستند بانوی ارومیا، روزگاری هامون و دود، مستند سه‌گانه محیط زیستی از احسانی شناخته می‌شود که به معضلات کم‌آبی و خشکیدن کامل دو دریاچهٔ بزرگ و مهم کشور یعنی «دریاچه ارومیه» و «هامون»، و آلودگی مداوم و خطرناک هوای تهران پرداخته‌است.
مستند کارون، اثری دیگر از احسانی است که کارگردان در ضمن آن، «مسیر کارون را از سرشاخه تا خلیج فارس دنبال می‌کند و در این مسیر در ایستگاه‌هایی که در آن می‌ایستد، نگاهی هم به آسیب‌های محیط‌زیستی، تمدن و فرهنگ آن می‌اندازد.»

## فیلم‌شناسی
| سال تولید | نام فیلم                       | جوایز و افتخارات |
| --------- | ------------------------------ | --- |
| ۱۳۸۲      | رخش بر نقش                     | |
| ۱۳۸۳      | ایدز ایران ۱۳۸۳                | جایزه جشنواره فیلم‌های مستند آسیایی- کره جنوبی- ۲۰۰۴ |
| ۱۳۸۵      | تبریز: تصاویر دنیای فراموش شده | برنده جایزه بهترین فیلم کوتاه از فستیوال موندنس آمریکا - ۲۰۰۶ |
| ۱۳۹۱      | گنبد مینا                      | تندیس بهترین فیلم بخش اجتماعی و بهترین فیلم نیمه‌بلند ششمین دوره جشنواره فیلم مستند ایران- سینما حقیقت و جایزه سوم از جشنواره بین‌المللی میراث فرهنگی و باستان‌شناسی اشپلیت کرواسی ۱۳۹۲ |
| ۱۳۹۲      | بانوی ارومیا                   | جایزه ویژن از جشنواره بین‌المللی رد آیلند در آمریکا ۱۳۹۳ جایزه ویژه هیئت داوران از جشنواره فیلم‌های زیست‌محیطی واسا – فنلاند ۱۳۹۳ جایزه بخش محیط زیست جشنواره فیلم رشد                  |
| ۱۳۹۵      | روزگاری هامون                  | جایزه اصلی از جشنواره فیلم محیط زیست اکو تاپ اسلواکی ۱۳۹۶ جایزه از جشنواره فیلم محیط زیست سینه اکو پرتغال ۱۳۹۶                                                                       |
| ۱۳۹۶      | دود                            | |
| ۱۳۹۷      | کارون                          | جایزه سیاره سبز از جشنواره بین‌المللی فیلم رد آیلند آمریکا ۱۳۹۸ |
| ۱۴۰۰      | وقتی دارکوب‌ها می‌روند           | |
| ۱۴۰۱      | آب ما را خواهد برد             | جایزه ویژه دبیر پانزدهمین جشنواره مستند سینما – حقیقت نمایش در ۷فستیوال بین‌المللی فیلم                                                                                               |